# Район Цзядін

Розташування району

Цзядін (кит.: 嘉定区;трад. китайська: 嘉定區) —- район Шанхая, КНР. Площа району 463.9 км², населення 1,1 млн чол.
На території району розташований Міжнародний автодром Шанхаю.

## Географія
Площа району - 463.9 км². Район Цзядін розташований на північному заході міста Шанхай і межує з районами Цінпу та Міньхан на півдні, з районами Путо та Баошань на сході. На півночі і на заході межує з провінцією Цзянсу. 
Територія району розташована на рівнині. Через територію району протікає велика кількість річок таких як: Хенлі, Вусон, Ліанці, Лоунтань та інші. Їх загальна протяжність 1800 кілометрів.